# Kamov Ka-10

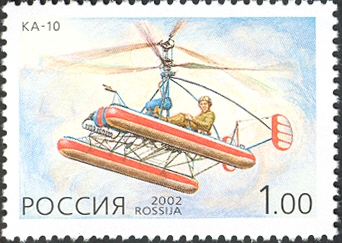
de Kamov Ka-10

De Kamov Ka-10 (Russisch: Ка-10) (NAVO-codenaam: Hat) was een Sovjet eenpersoons observatiehelikopter welke voor het eerst vloog in 1950.
Het was een ontwikkeling van de Kamov Ka-8, niet meer dan een frame met motor en co-axiale rotors. Er zijn er slechts twaalf van gebouwd. 